# 松下兰
松下兰（学名：Monotropa hypopitys）为鹿蹄草科水晶兰属下的一个种。
在台灣，此種植物稱錫杖花。